# Ракова Січ
Ра́кова Січ — село в Україні, у Роменському районі Сумської області. Населення становить 117 осіб. Входить до складу Коровинської сільської громади.

## Географія
Село Ракова Січ знаходиться на правому березі річки Сула в місці впадання в неї річки Бишкінь, вище за течією на відстані 3 км розташоване село Костянтинів, нижче за течією на відстані 4,5 км розташоване село Вощилиха, на протилежному березі - села Гай, Дігтярівка і Коровинці, вище за течією річки Бишкінь на відстані 2 км розташоване село Малі Будки. До села примикає лісовий масив (дуб).

## Історія
Село Ракова Січ з давніх-давен називається Криничками. Колись, після кривавої січі з татарами, козаки курінного отамана Самійла Рака викопали в яру криницю, напоїли поранених, рани промили й на догляд по хуторах залишили, самі ж подалися татар доганяти. Видужали козаки та й поприставали в прийми до хутірських дівчат. А Демид Загорулько вирив у яру неподалік од криниці чепурну землянку й оселився в ній з наймичкою Марусиною. Незабаром звели вони простореньку хату, загатили ставок, обсадили його вербами, розвели гусей, качок, овець, свиней - стали господарювати. Згодом почали осідати в їх долині й інші поселенці. Спорудили на Лисій Горі сторожові вежі. Поставили на них бочки зі смолою, нав'ялили віття з листям. Щоб із наближенням ворога запалити й просигналити про небезпеку[джерело?].
- 12 червня 2020 року, відповідно до розпорядження Кабінету Міністрів України № 723-р «Про визначення адміністративних центрів та затвердження територій територіальних громад Сумської області», село увійшло до складу Коровинської сільської громади[1].
- 19 липня 2020 року, в результаті адміністративно-територіальної реформи та ліквідації  Недригайлівського району, громада увійшла до складу новоутвореного Роменського району[2].